# Cricetulus
 (décembre 2011).
Si vous disposez d'ouvrages ou d'articles de référence ou si vous connaissez des sites web de qualité traitant du thème abordé ici, merci de compléter l'article en donnant les références utiles à sa vérifiabilité et en les liant à la section « Notes et références ».
Genre
Les Hamsters nains gris (Cricetulus) forment un genre qui est celui des hamsters nains à queue longue (2 à 3 cm).

## Liste des espèces
Il comprend les espèces suivantes :
- Cricetulus alticola Thomas, 1917
- Cricetulus barabensis (Pallas, 1773)
  - Cricetulus griseus — Hamster de Chine considéré par de nombreux auteurs comme une sous-espèce de la précédente.
- Cricetulus kamensis (Satunin, 1903)
- Cricetulus longicaudatus (Milne-Edwards, 1867)
- Cricetulus migratorius (Pallas, 1773) — Hamster migrateur.
- Cricetulus sokolovi Orlov et Malygin, 1988